# Galija (Brijuni)
Galija je nenaseljeni otočić u Brijunskom otočju, uz zapadnu obalu Istre.
Površina otoka je 51.534 m2, duljina obalne crte 849 m, a visina 5 metara.